# More! More! More!
Albums de capsule
FLASH BACK
(2007) Flash Best
(2009)
More! More! More! est un album du groupe électro capsule sorti en 2008 au Japon.

## Titres
1. runway
2. more more more
3. the Time is Now
4. JUMPER
5. Phantom
6. gateway
7. Pleasure ground
8. the mutations of life
9. e.d.i.t
10. Adventure